# سهیلا فیض‌بخش
سهیلا فیض‌بخش (به انگلیسی: Soheyla Feyzbakhsh) یک ریاضی‌دان ایرانی است که پژوهش‌های او پیوندی میان هندسه جبری و نظریه ریسمان در فیزیک ریاضی برقرار می‌کند. وی که اصالتاً اهل ایران است، هم‌اکنون به عنوان پژوهشگر دانشگاهی انجمن سلطنتی و استاد ارشد ریاضیات در کالج سلطنتی لندن (Imperial College London) در بریتانیا مشغول به کار است. فیض‌بخش در سال ۲۰۲۵ همراه با همکار خود، ریچارد توماس، برندهٔ جایزه وبلن در هندسه از سوی انجمن ریاضی آمریکا (AMS) شد.

## تحصیلات و کار
فیض‌بخش در مقطع کارشناسی در دانشگاه فردوسی مشهد به تحصیل در رشته‌های ریاضیات و مهندسی برق پرداخت و در سال ۲۰۱۳ موفق به دریافت دو مدرک کارشناسی شد. پس از آن، تحصیلات خود را در قالب یک برنامه دیپلم در مرکز بین‌المللی فیزیک نظری (ICTP) در تریسته، ایتالیا ادامه داد. سپس برای ادامه تحصیل در مقطع دکترا در رشته ریاضیات محض به دانشگاه ادینبرو در اسکاتلند رفت. او در سال ۲۰۱۸ با ارائهٔ رساله‌ای با عنوان «شرایط پایداری بریجلند، پایداری باندل محدودشده، نظریه بریل-نوتر و برنامه موکای» تحت راهنمایی آرند بایر، موفق به اخذ درجه دکترا شد.
پس از آن، از سال ۲۰۱۸ تا ۲۰۲۳ به عنوان پژوهشگر پسادکتری چپمن و هم‌چنین پژوهشگر پسادکتری EPSRC در کالج سلطنتی لندن فعالیت کرد و در سال‌های ۲۰۲۱ تا ۲۰۲۲ نیز به عنوان پژوهشگر ماری-کوری در دانشگاه پاریس-ساکله مشغول به کار بود. او در سال ۲۰۲۴ به عنوان استاد ارشد و پژوهشگر دانشگاهی انجمن سلطنتی در کالج سلطنتی لندن منصوب شد.